# لباس پشت‌باز

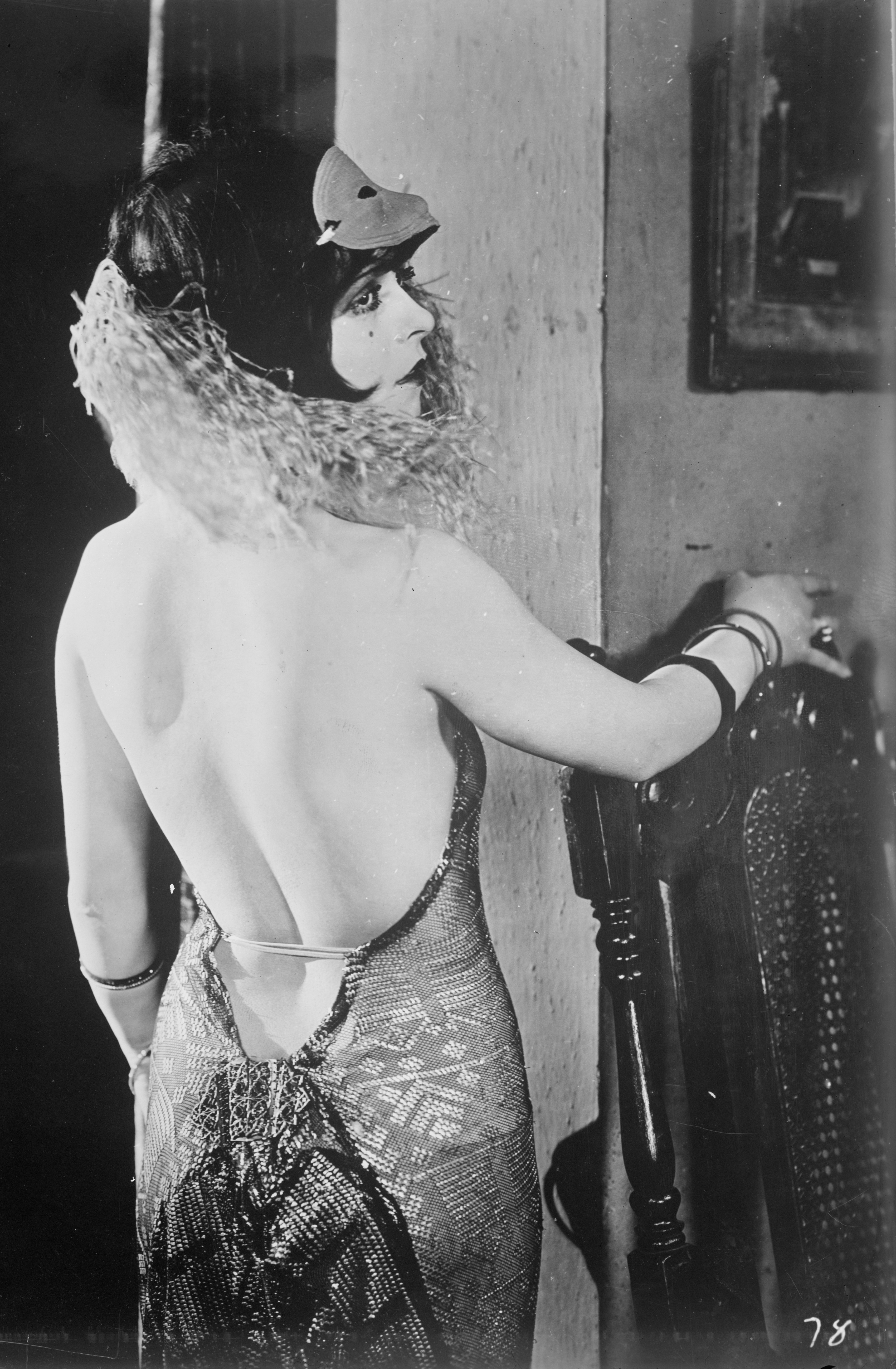
کلارا بو در یک لباس پشت باز اواسط دهه ۱۹۲۰

یک لباس پشت‌باز یک لباس طراحی شده است که قسمت پشت بدن را نمی‌پوشاند. و معمولاً برای لباس شب یا لباس عروسی پشت باز استفاده می‌شود.
در حالت کلی لباس‌های پشت باز، لباس‌هایی هستند که به صورت بلند یا کوتاه طراحی و از یک نیم تنه و دامن متصل به آن تشکیل می‌شوند.

## سبک‌های مختلف لباس پشت‌باز

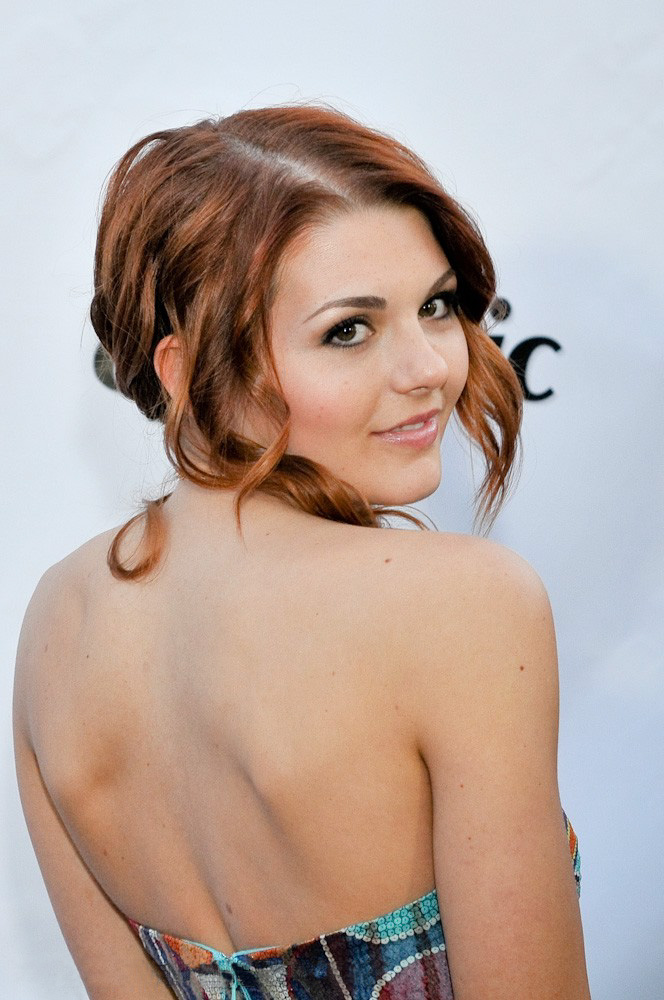
جسیکا لی روز
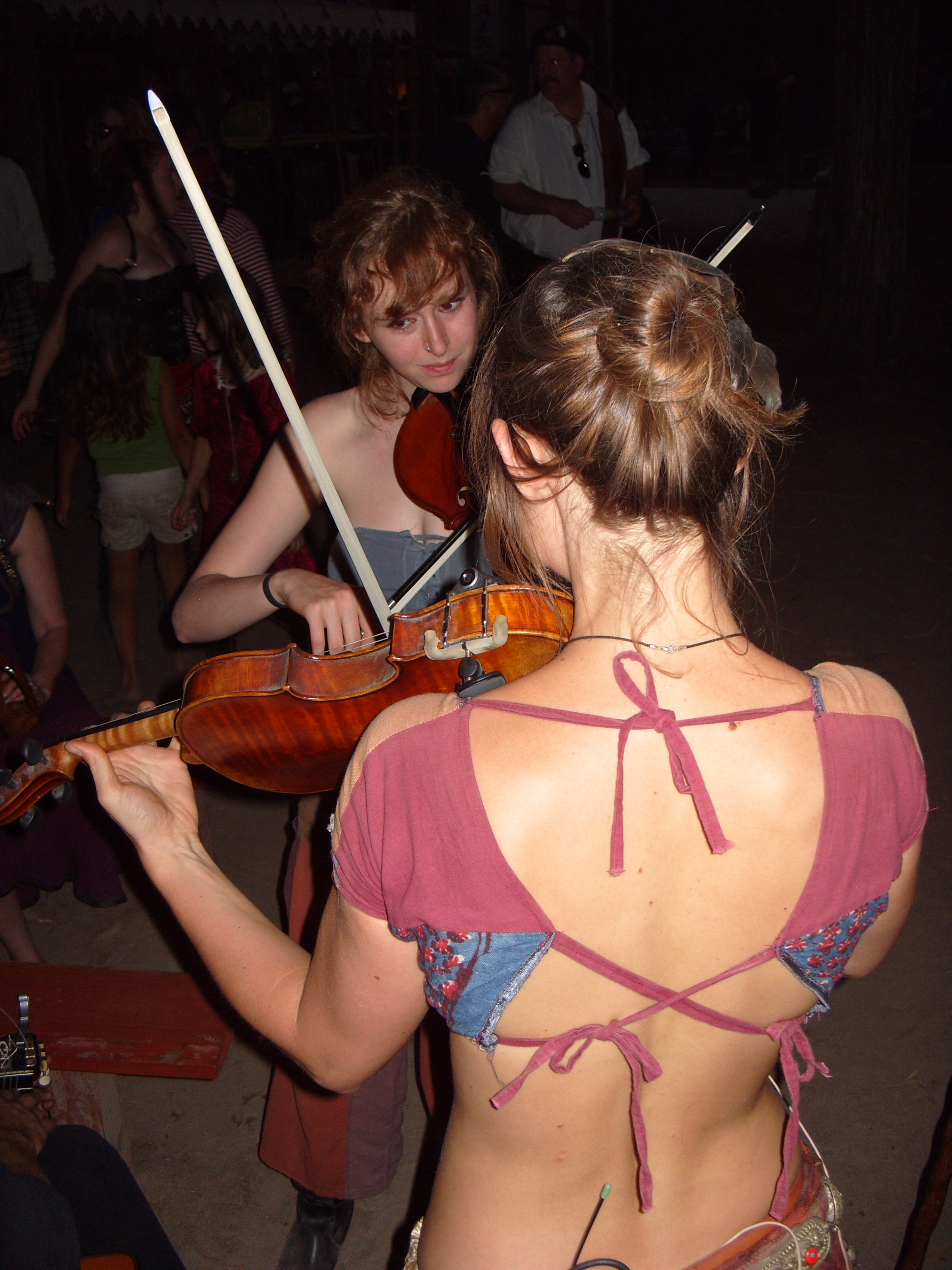
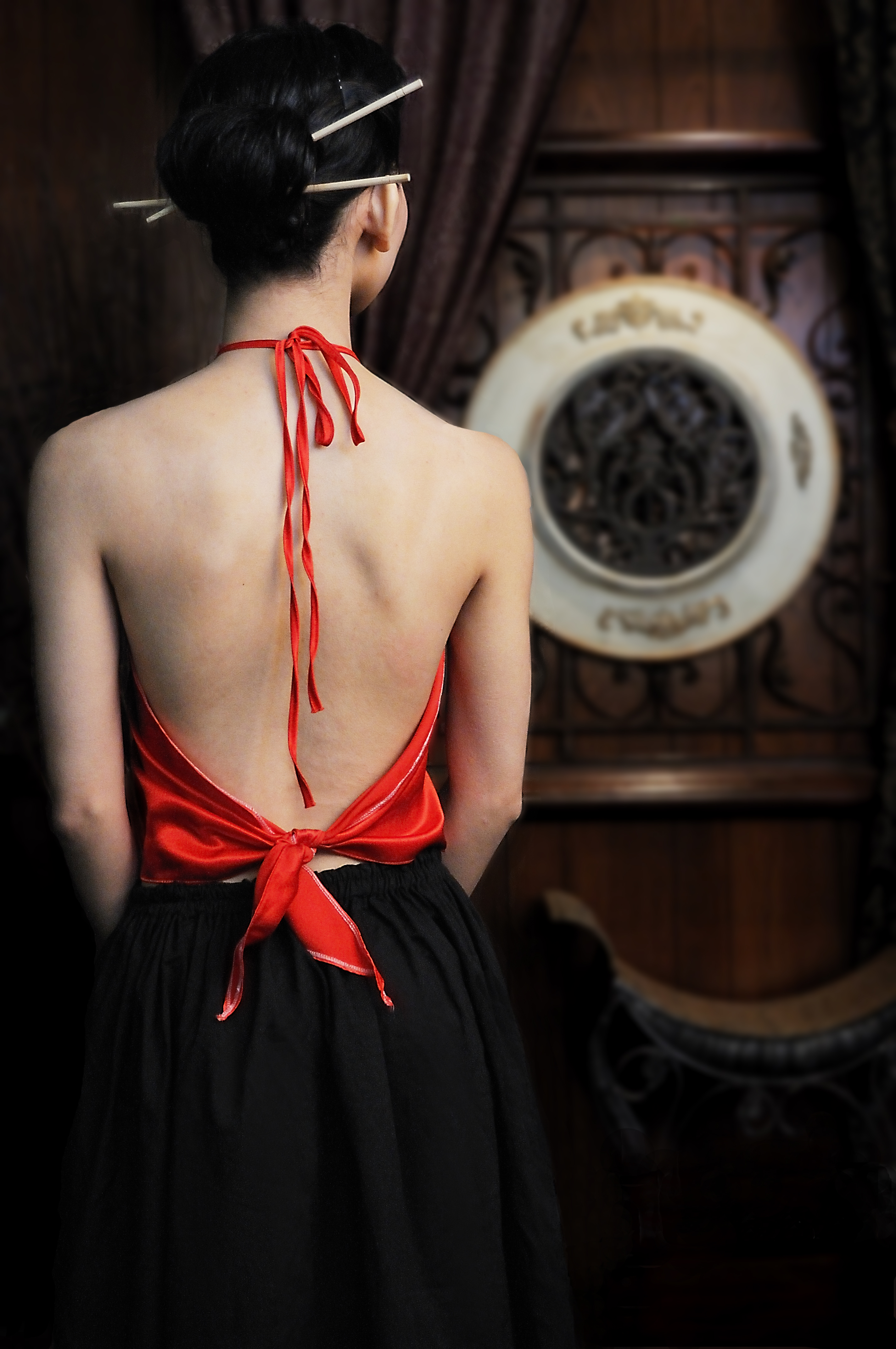
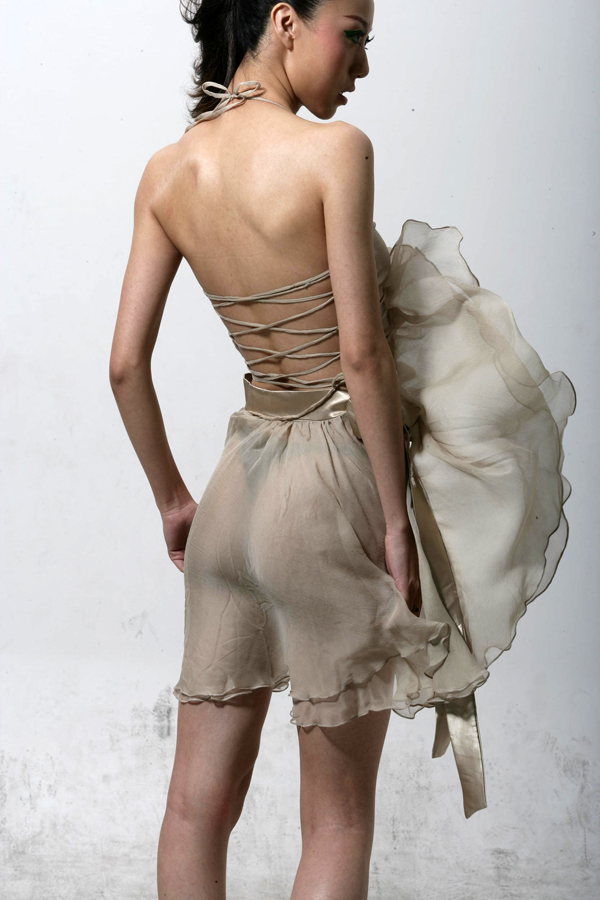
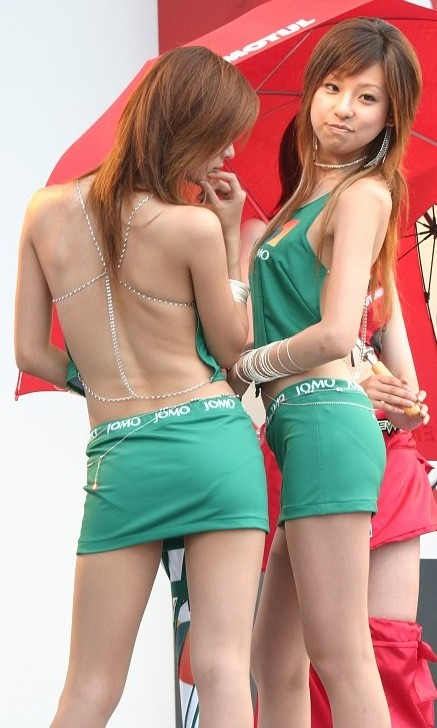
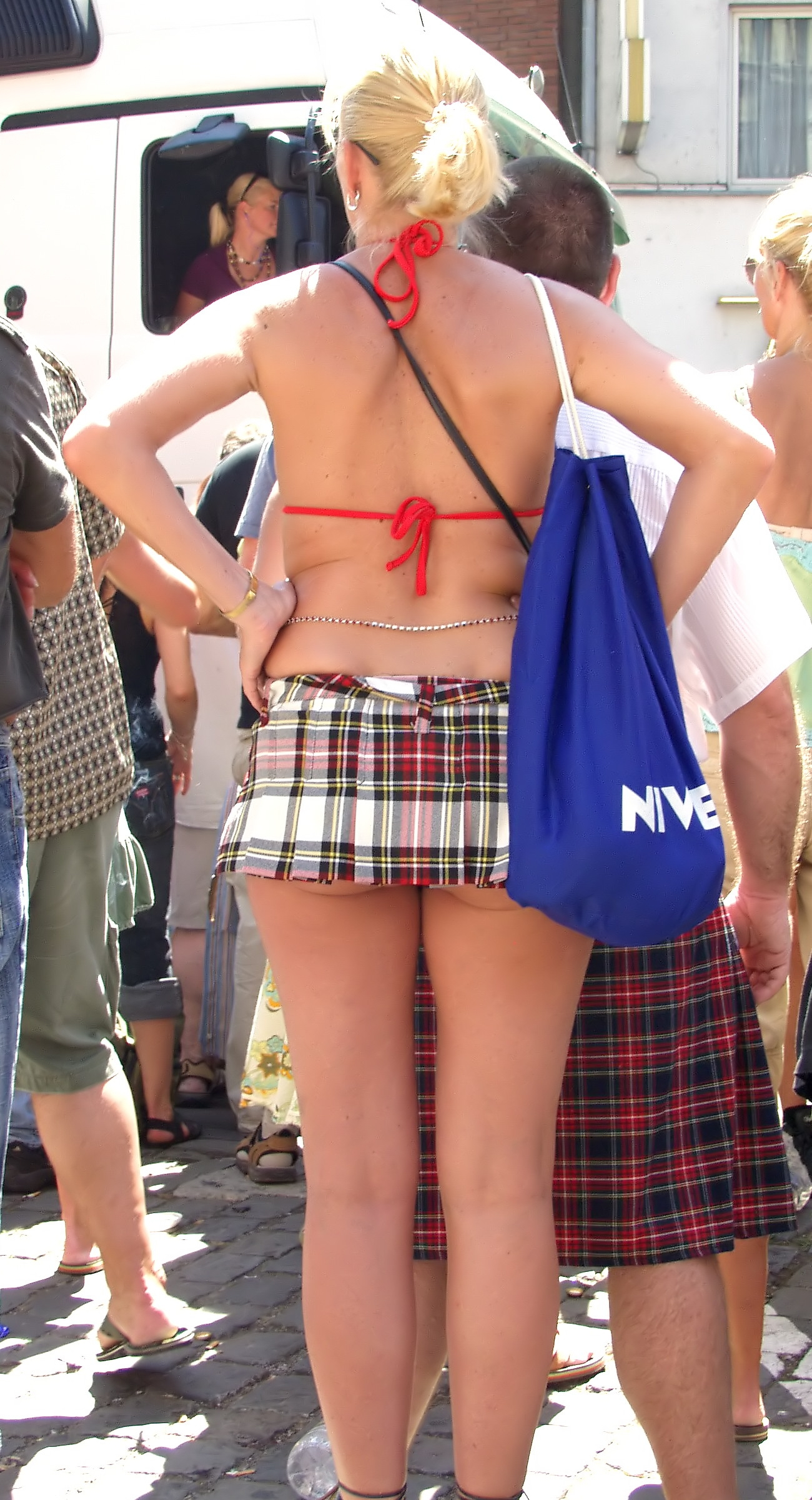